# Beffes
Beffes ist eine französische Gemeinde mit 598 Einwohnern (Stand: 1. Januar 2022) im Département Cher in der Region Centre-Val de Loire. Sie gehört zum Kanton Avord und zum Gemeindeverband Berry-Loire-Vauvise. Die Einwohner werden Beffois genannt.

## Geografie
Beffes liegt im Berry etwa 46 Kilometer östlich von Bourges an der Loire. Umgeben wird Beffes von den Nachbargemeinden Saint-Léger-le-Petit im Norden, Tronsanges im Nordosten, Germigny-sur-Loire im Osten, Marseilles-lès-Aubigny im Süden sowie Jussy-le-Chaudrier im Westen und Nordwesten.

## Bevölkerungsentwicklung
| Jahr                       | 1962 | 1968 | 1975 | 1982 | 1990 | 1999 | 2009 | 2019 |
| Einwohner                  | 668  | 637  | 689  | 662  | 644  | 672  | 704  | 617  |
| Quellen: Cassini und INSEE |      |      |      |      |      |      |      |      |

## Sehenswürdigkeiten
- Kirche Sainte-Catherine aus dem Jahre 1880
- Schloss aus dem 15./16. Jahrhundert

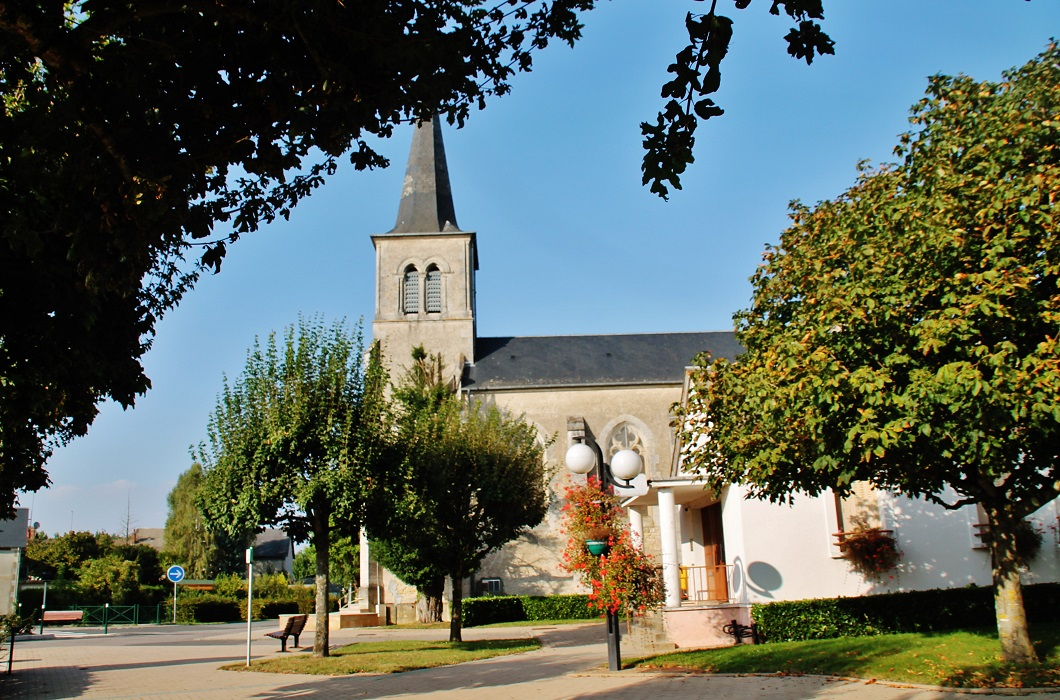
Kirche Sainte-Christine